# مضغ مسبق
المضغ المسبق هي عملية مضغ الطعام وتكسيره لإطعام أشخاص آخرين غير قادرين على مضغ الطعام بأنفسهم. غالباً ما يتم ذلك عن طريق الأم أو أقارب الطفل لإنتاج أغذية ملائمة للطفل يمكن أن يستهلكها أثناء عملية الفطام. يتم نقل الطعام الممضوغ في شكل مضغة من فم فرد إلى آخر، إما مباشرة عن طريق الفم، عن طريق الأواني أو الأيدي أو يتم طهيها أو معالجتها قبل التغذية.
كان هذا السلوك شائعاً في تاريخ البشر ومجتمعاتهم و لوحظ في الحيوانات غير البشرية. في حين أن المضغ المسبق أقل شيوعاً في المجتمعات الغربية الحالية، إلا أنها كانت تمارس بشكلٍ شائع، وما زال يتم في الثقافات الأكثر تقليدية. على الرغم من أن الفوائد الصحية للمضغ المسبق لا تزال قيد الدراسة حاليأ، إلا أن هذه الممارسة تمنح فوائد غذائية ومناعة معينة للرضيع ، بشرط أن يكون القائم عليها في حالة صحية جيدة وليس مصابًا بالأمراض المحتمل انتقالها.

## الآثار الصحية
عادة ما يحدث المضغ المسبق في كل المجتمعات البشرية والسكان على الرغم من أنه أقل انتشارًا في البعض الآخر. إن التطور والميزة لسلوكيات المضغ المسبق هي أنها تكمل حمية الرضاعة من حليب الأم من خلال توفير الوصول إلى المزيد من المغذيات الدقيقة والمجزأة التي يمكن للرضيع تناولها. على الرغم من أن المرض يمكن أن ينتقل عن طريق اللعاب في الأطعمة قبل مضغها فإن الفوائد التي يتم منحها تفوق أي مخاطر للممارسة. علاوة على ذلك قد يسبب منع عملية المضغ المسبق للوقاية من الأمراض المنقولة مشكلة كارثية للصحة العامة للرضع كما هو الحال عندما تم تقليل الرضاعة الطبيعية عند الأطفال في أواخر الثمانينات وأوائل التسعينات. في النهاية تعتمد الفوائد والعثرات المحتملة لهذه الممارسة بشكل كبير على الظروف الغذائية والطبية للمقدم والطفل. لا يزال النطاق الحقيقي لفوائد مضغ الطعام المسبق وانتشاره في المجتمعات المختلفة قيد البحث النشط، على الرغم من أنه يبدو أن هناك بعض الإجماع على الفوائد الغذائية لهذه الممارسة.